# Dorfkirche Schlagsdorf

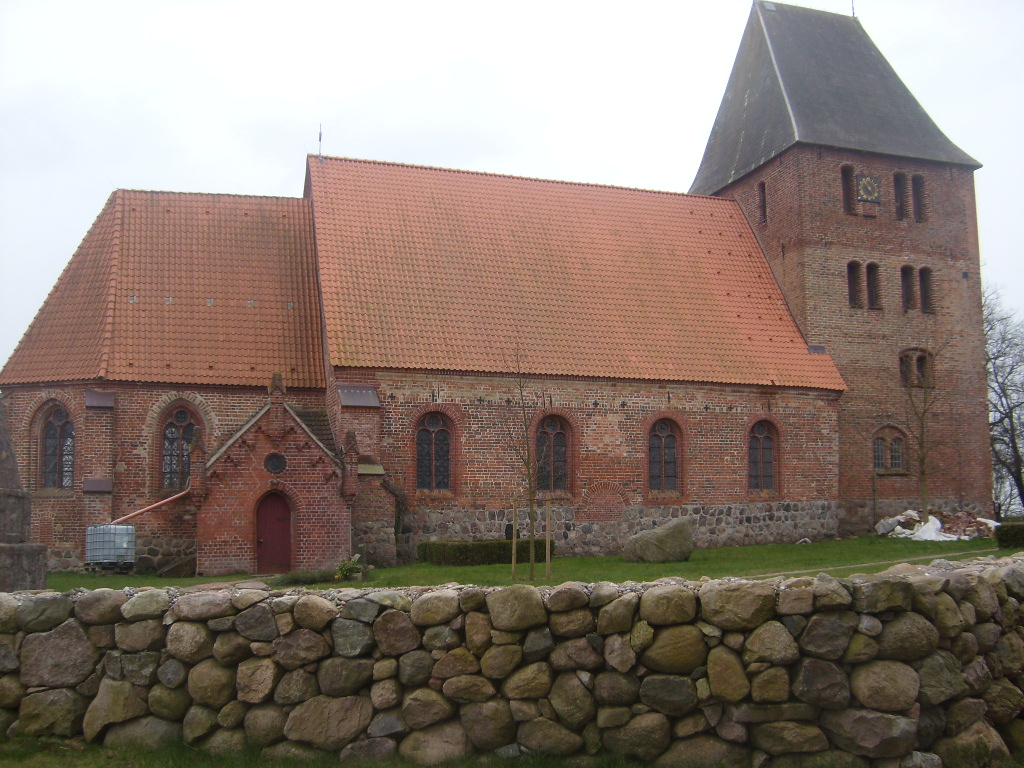
Dorfkirche Schlagsdorf von Norden (2012)

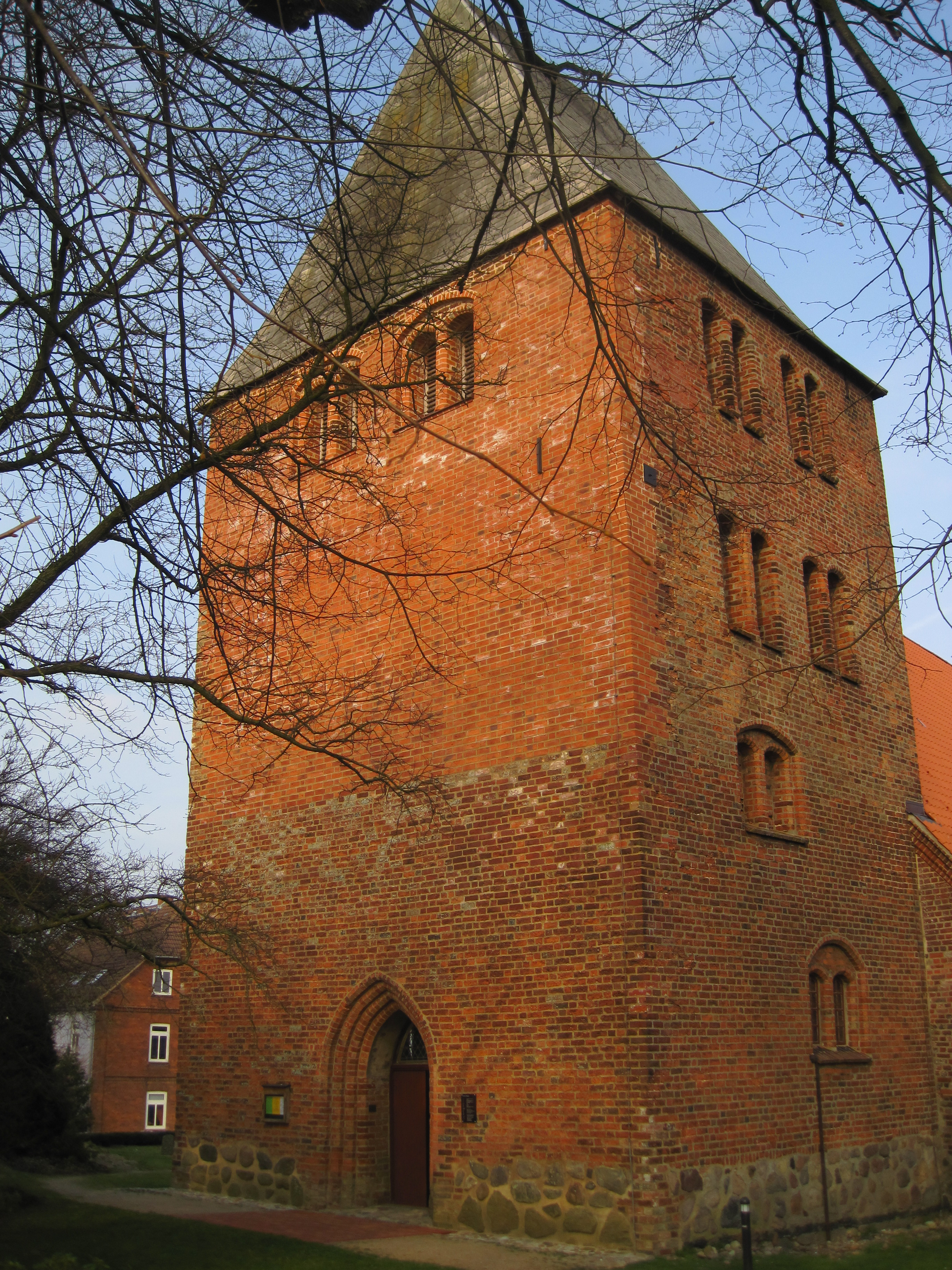
Kirchturm von Südwesten (2012)

Die Dorfkirche Schlagsdorf ist eine spätromanische/frühgotische zweischiffige Hallenkirche in Schlagsdorf im Landkreis Nordwestmecklenburg und die Kirche der gleichnamigen Kirchengemeinde in der Propstei Wismar im Kirchenkreis Mecklenburg der Evangelisch-Lutherischen Kirche in Norddeutschland.

## Geschichte
Die Backsteinkirche in Schlagsdorf fand erstmals Erwähnung in der Urkunde von 1194, in der der Bischof von Ratzeburg und das Domkapitel die Aufteilung eines Zehnten des Dorfes Sclavekestorp festlegten, entsprechend ist die Kirche auch im Ratzeburger Zehntregister von 1230 aufgeführt. Schlagsdorf wurde aber schon 1158 bei einer Grenzbestimmung als villa Zlavti genannt.
Ab 1238 befand sich Schlagsdorf ganz im Besitz des Domkapitels. 1239 bestätigte Papst Gregor IX. dem Domkapitel das Patronatsrecht. Von der bedeutenden Burganlage in der Niederung am Mechower See hat sich nichts erhalten. In der Legende des Bischofs Ludolf heißt es, bei der Überführung seiner Leiche von Wismar nach Ratzeburg 1250 hätten die Glocken der Schlagsdorfer Kirche von selbst geläutet. Die Pastoren unterstanden dem Kapitel. Um 1500 gab es durch Johannes von Parkentin als Bischof von Ratzeburg Beschwerden gegen den Herzog Johann von Sachsen.
Erst 1570 wurde mit M. Daelingius der erste evangelische Pastor berufen und damit der Reformationsgedanke im Kirchspiel umgesetzt. Als Teil des Fürstentums Ratzeburg gehörten Ort und Kirche seit dem Hamburger Vergleich (1701) zu Mecklenburg-Strelitz.
Von 1793 bis zu seinem Tod 1838 war Friedrich Ludwig Christian Masch Pastor in Schlagsdorf; sein Sohn Gottlieb Matthias Carl Masch wurde 1794 im Schlagsdorfer Pastorat geboren.
In der Kirche wurden 1875 umfangreiche Restaurierungsarbeiten vorgenommen. 1905 erfolgte ein Umbau bei der Sakristei und 1922 in der Vorhalle.
1908 war im Dachstuhl der Kirche ein Zimmermeister Hecht tätig. 1909 soll eine Niederdruck-Dampf-Heizung eingebaut worden sein.
1930 erfolgte die Umpfarrung der Gemeinde Utecht von Schlagsdorf nach Groß Grönau.
Die 1969–1971 durchgeführten Instandsetzungs- und Restaurierungsarbeiten haben zu einer weiteren Annäherung an den ursprünglichen Raumeindruck geführt. Die Malereien zeigen einen charakteristischen rot-weißen Dreieckfries auf dem Putz und den Backsteinen.
Während des Bestehens der DDR lagen Kirche und Gemeinde isoliert im Sperrgebiet. 1976 wurde das Turmdach mit Planasbestplatten abgedeckt. Eine Gesamtinstandsetzung erfolgte von 2000 bis 2002.

## Baubeschreibung

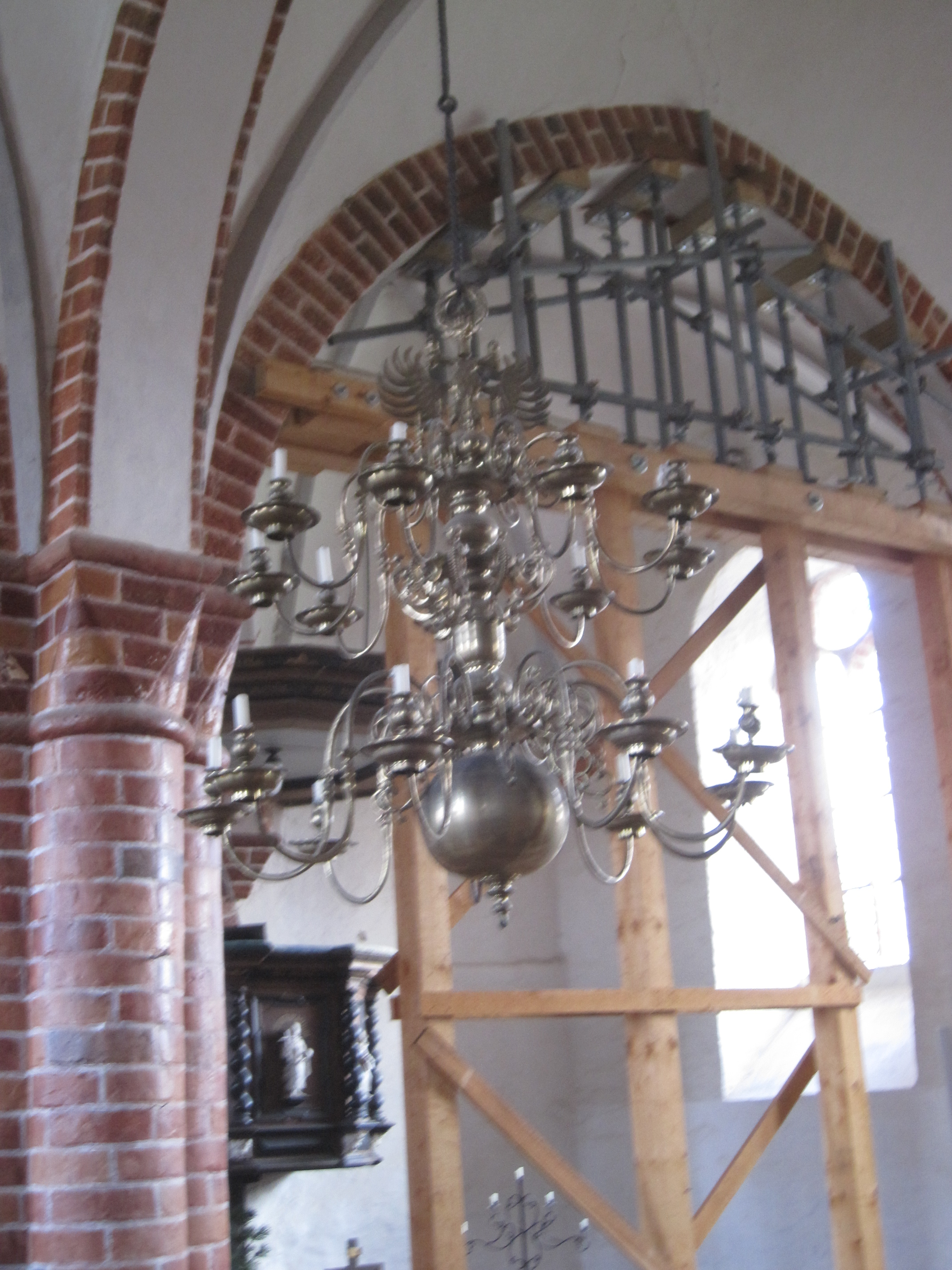
Sicherungsmaßnahmen im Süderschiff (2012), davor einer der Lübecker Leuchter (um 1650)

### Äußeres
Die Dorfkirche ist ein stattlicher Backsteinbau auf einem Feldsteinsockel mit einem Hallenlanghaus von vier Jochen, einem eingezogenen Chor und einem massigen Westturm mit abgewalmten Satteldach.
Der älteste erhaltene Bauteil der Hallenkirche ist das Kirchenschiff, das zweischiffig mit drei Säulen in der Mitte im 12. Jahrhundert begonnen wurde. Es wurde im romanisch-gotischen Übergangsstil Anfang des 13. Jahrhunderts nach dem Vorbild der Vorhalle des Ratzeburger Doms eingewölbt. Die Außenmauern waren allerdings ursprünglich nicht für Gewölbe ausgelegt, was immer wieder zu statischen Problemen geführt hat. Ende des 15. Jahrhunderts wurde der Chor, der zuvor vermutlich als für Lauenburg und Westmecklenburg in der Übergangszeit typischer Rechteckchor (Kastenchor) ausgeführt war, vergrößert und erhielt einen 3/6-Schluss. Am Langhaus wurden neuromanische Rundbogenfenster und am Chor entsprechende Spitzbogenfenster eingesetzt. Mitte des 16. Jahrhunderts entstand der massive, quadratische (6,70 × 6,70 m) Westturm, dessen Backsteinmauern 1,80 Meter dick sind. 1623 wurde die Gerwekammer (Sakristei) an der Nordseite des Chors neu erbaut; der entsprechende Anbau an der Südseite, 1619 als Leichenhalle bezeichnet, wurde 1802 völlig erneuert und 1872 zur Sakristei umgebaut. Größere Renovierungen fanden 1795 (Gewölbe, Äußeres), 1797 und 1818 (Turm) und 1872 bis 1875 (durchgreifende Renovierung mit Vergrößerung der Fenster, Vermauerung des Südportals, Öffnung des Westportals, neues Gestühl und Ausmalung) statt. Strukturelle Baumaßnahmen erfolgten nach der Deutschen Wiedervereinigung und sind wegen des damit verbundenen finanziellen Aufwands bis heute nicht abgeschlossen. Insofern sind im Inneren des Süderschiffs vorerst Sicherungsmaßnahmen vorgenommen worden.

### Inneres

#### Altar
Den mittelalterlichen gemauerten Altartisch ziert seit 1641 ein geschnitztes Retabel von Gebhard Jürgen Titge, der auch den Altar für den Ratzeburger Dom schuf. In der Dorfkirche Carlow schuf er zuvor die Votivtafeln des Hartwig von Bülow (1637). Das Werk im Knorpelstil zeigt im Zentrum eine Alabaster-Darstellung des Abendmahls Jesu. In den Seitennischen stehen die allegorischen Statuen von Glaube (Fides) und Liebe (Caritas). Im oberen Teil des Altars befindet sich eine Kreuzigungsdarstellung mit Maria und Johannes sowie Engeln mit den Leidenswerkzeugen. Eine Sonne mit Dreieck (Auge der Vorsehung) war wohl erst bei der Renovierung des Altars 1791 dazugekommen; bei der letzten Restaurierung 2006–2008, die durch die Stiftung Kirche im Dorf ermöglicht wurde, wurde sie durch die ursprüngliche Inschrifttafel ersetzt, ebenso wie die Einsetzungsworte der Predella wieder sichtbar wurden.

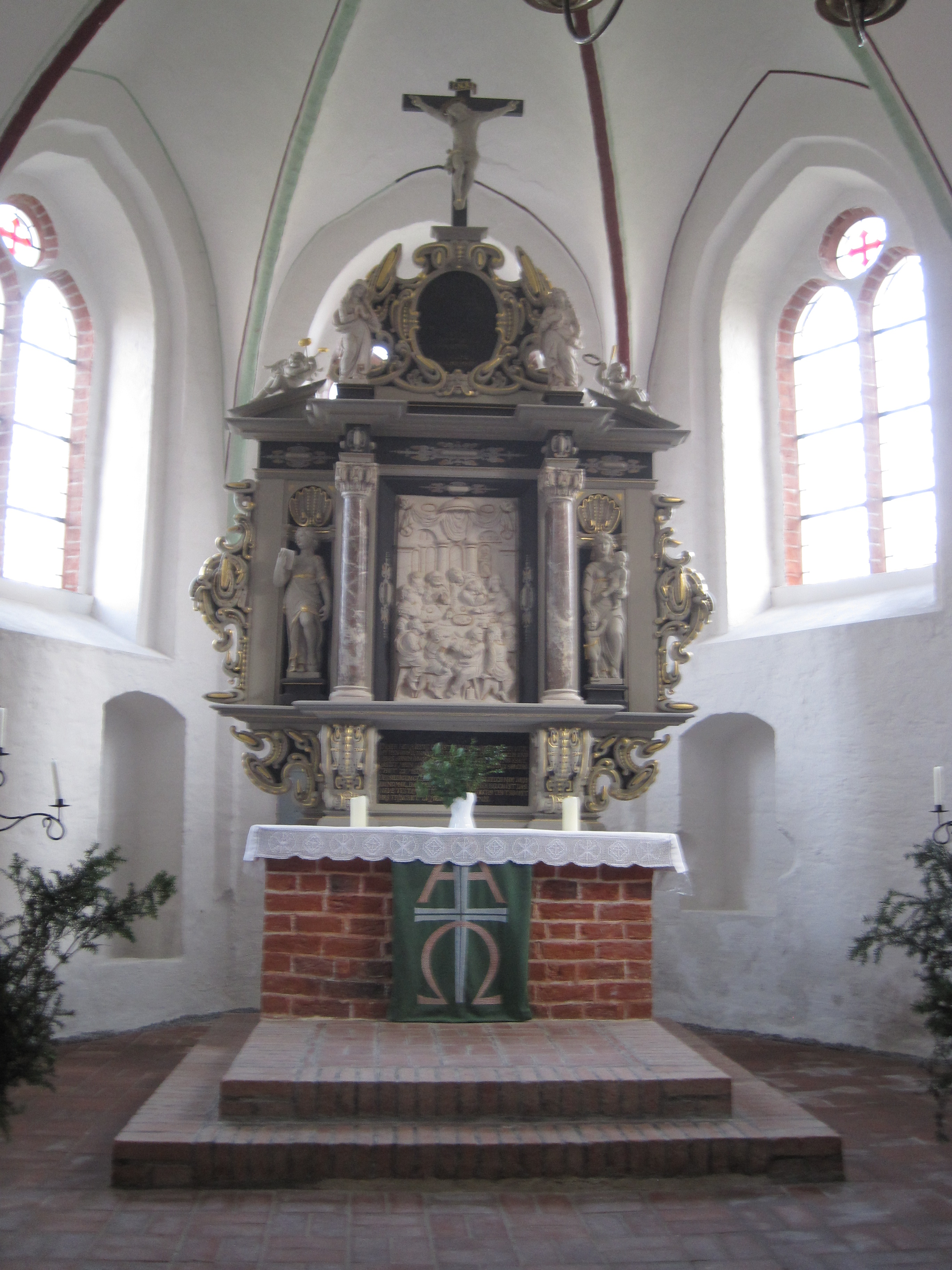
Altar (1641)
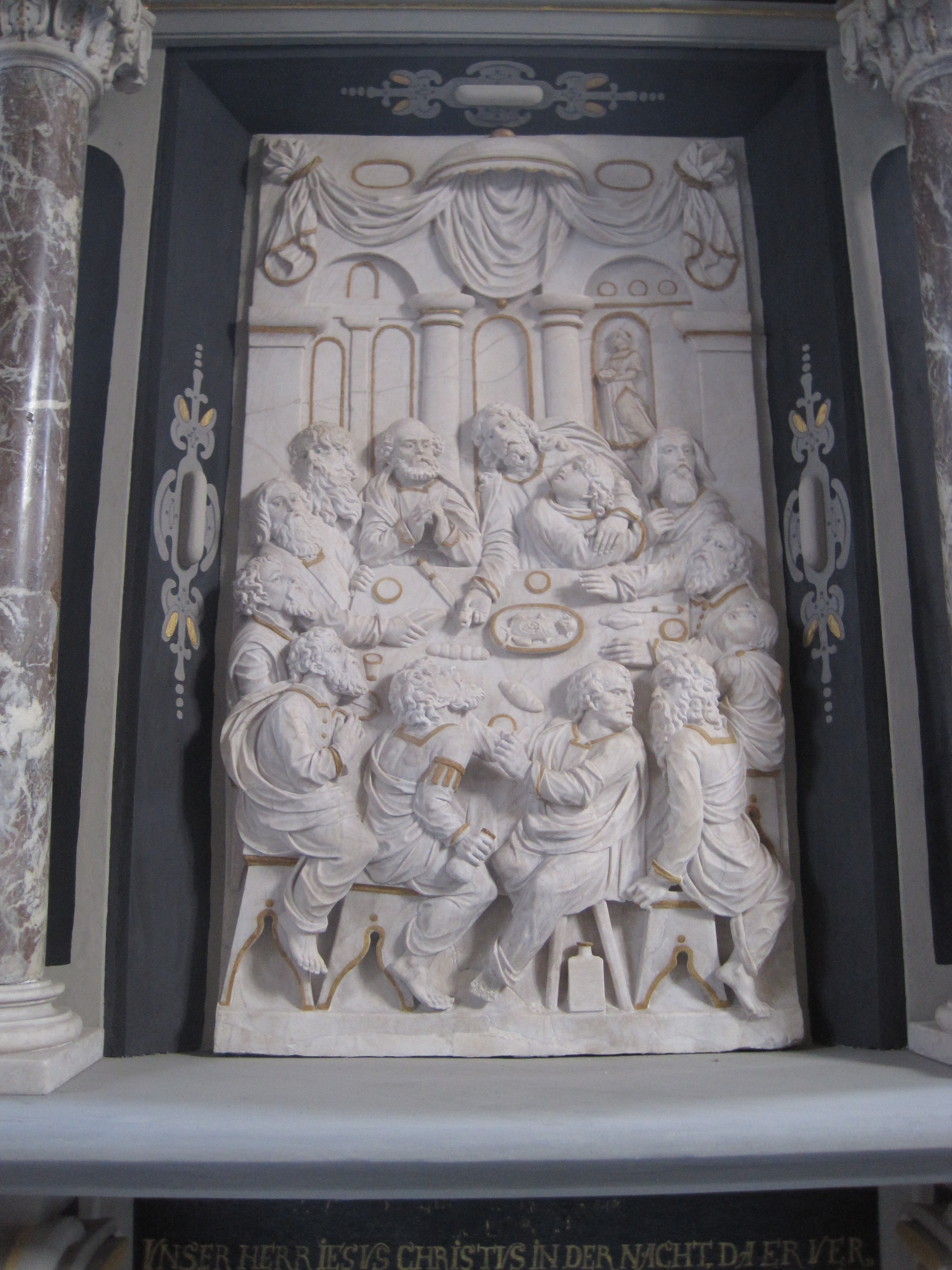
Altar: Hauptbild

Als Ergebnis der Restaurierung erhielt dieser in seiner Art ungewöhnliche Altar wieder seine Einheit von Farbe und Form zurück und die bildhauerischen Leistungen an den Alabasterfiguren und am Alabasterrelief können nach der Freilegung nun ihre volle Wirkung entfalten.

#### Kanzel, Fünte und Kirchenleuchter
Die Kanzel zeigt spätbarocke Formen, die Evangelisten und Christus als Salvator sowie Inschriften aus Bibelversen; sie wurde 1703 gestiftet, der Stiftervermerk findet sich auf der Tür vor der Treppe zur Kanzel.
Die bronzene Tauffünte ist aus im Dreißigjährigen Krieg zerstörten Glocken 1652 nach gotischem Vorbild, aber mit reformatorischem Bildprogramm neu gegossen worden. Den von den vier Evangelisten getragenen Kessel zieren Halbreliefs der Zwölf Apostel zwischen Schrift- und Schmuckbändern. Gitter und Deckel, die früher dazugehörten, haben sich nicht erhalten. Gießer waren Stephan Woillo und Nicolaus Gage, reisende Glockengießer aus Lothringen. Sie gossen auch eine der Glocken der Kirche.
Zwei Lübecker Messing-Kronleuchter wurden 1651 und 1669 geschenkt.
Noch aus gotischer Zeit stammen ein Beld, ein Sammelbrett mit dem Relief des Evangelisten Lukas, sowie ein Geweihleuchter mit einer Statue des Heiligen Georg mit dem Drachen zwischen zwei Hirschstangen.

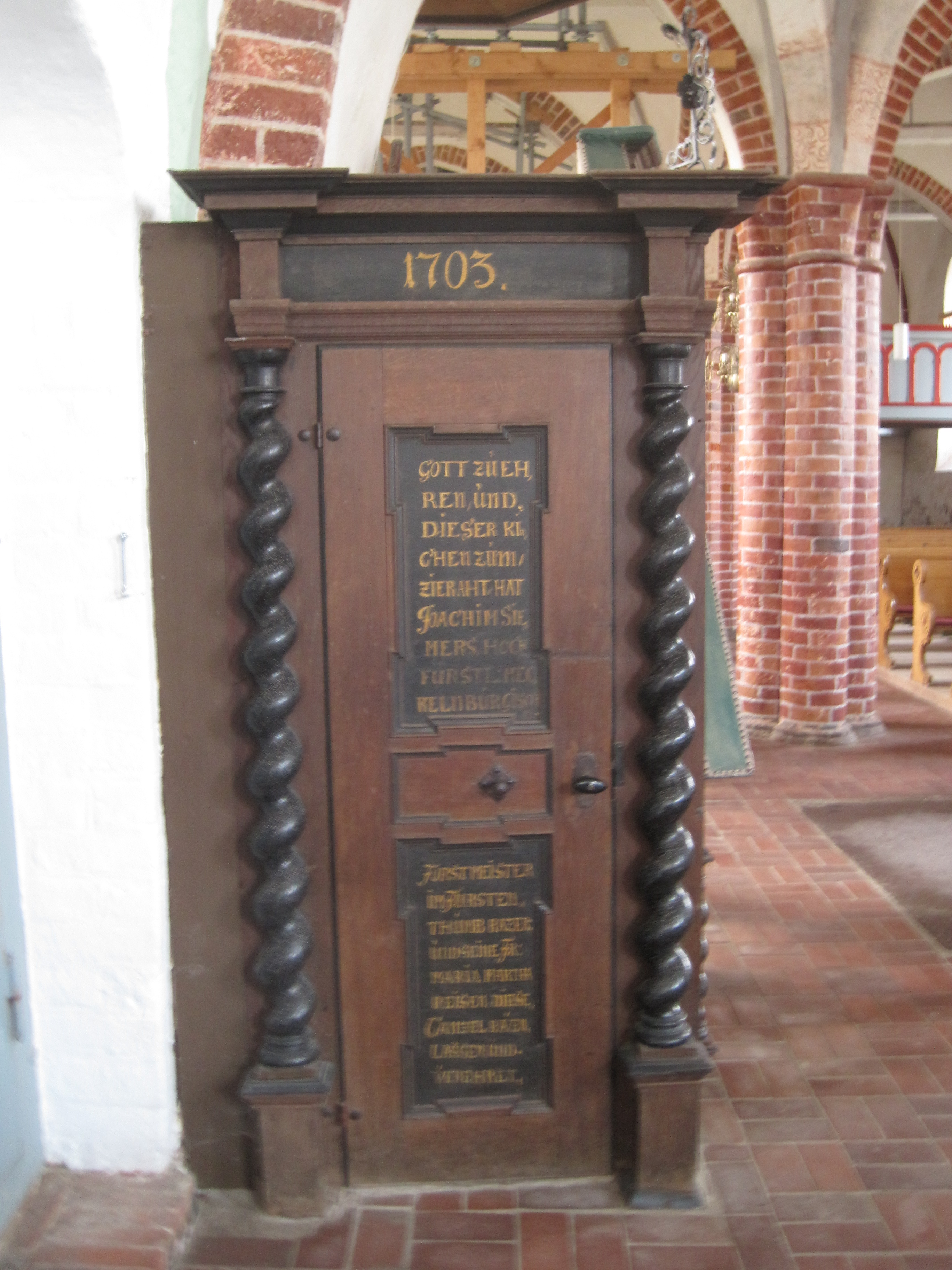
Tür zur Kanzel (1703)
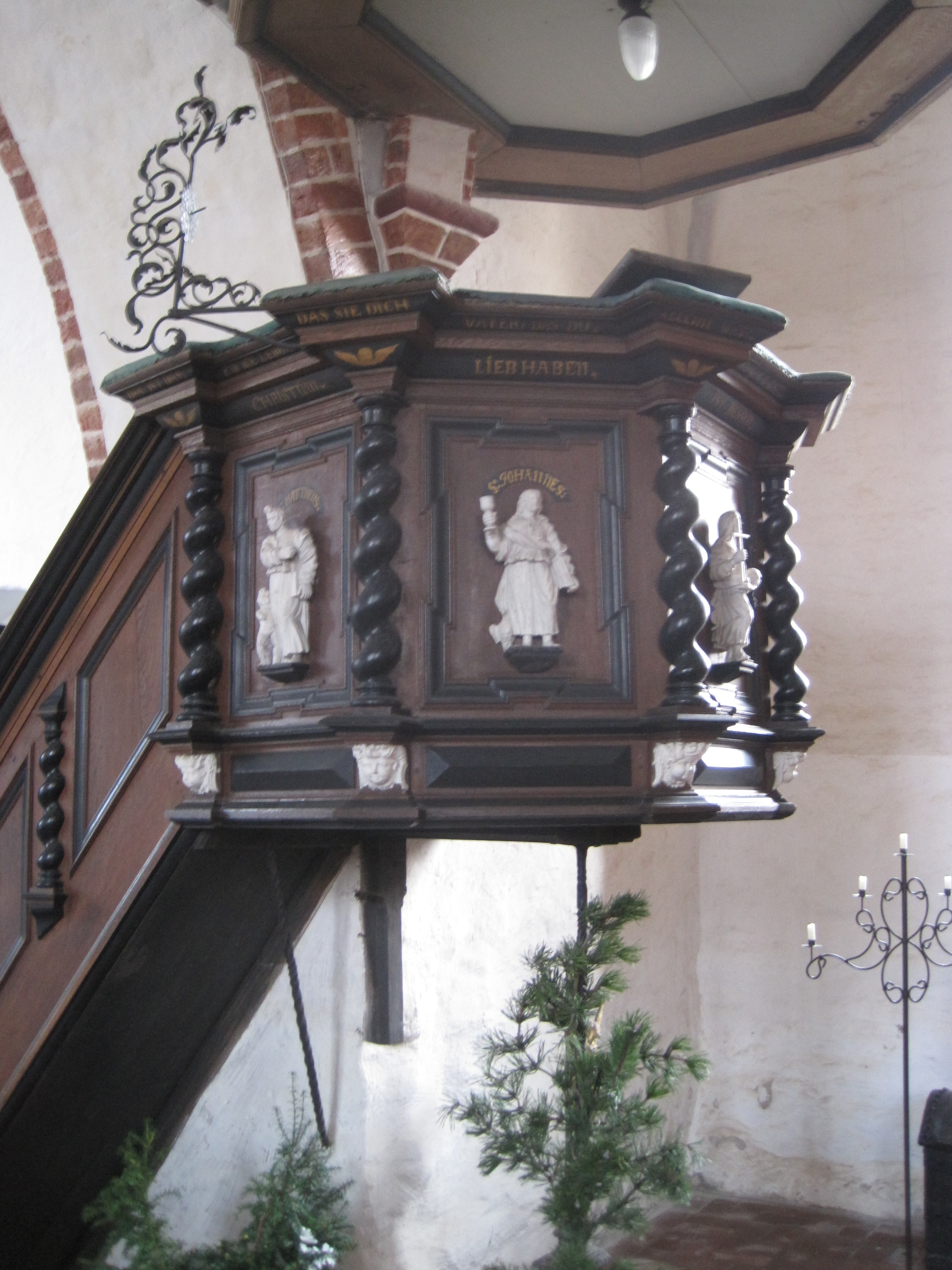
Kanzel (1703)
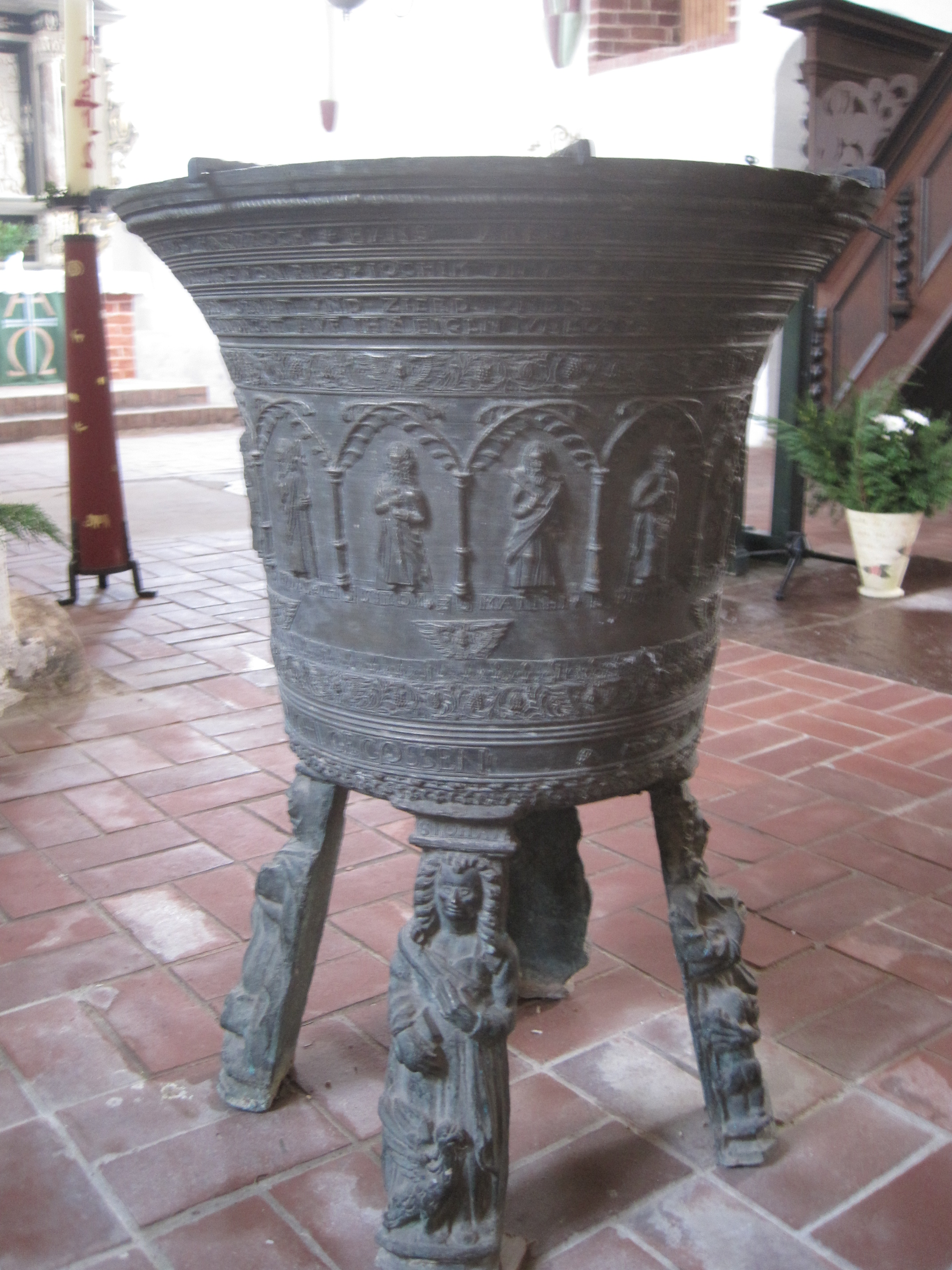
Bronzefünte (1652)
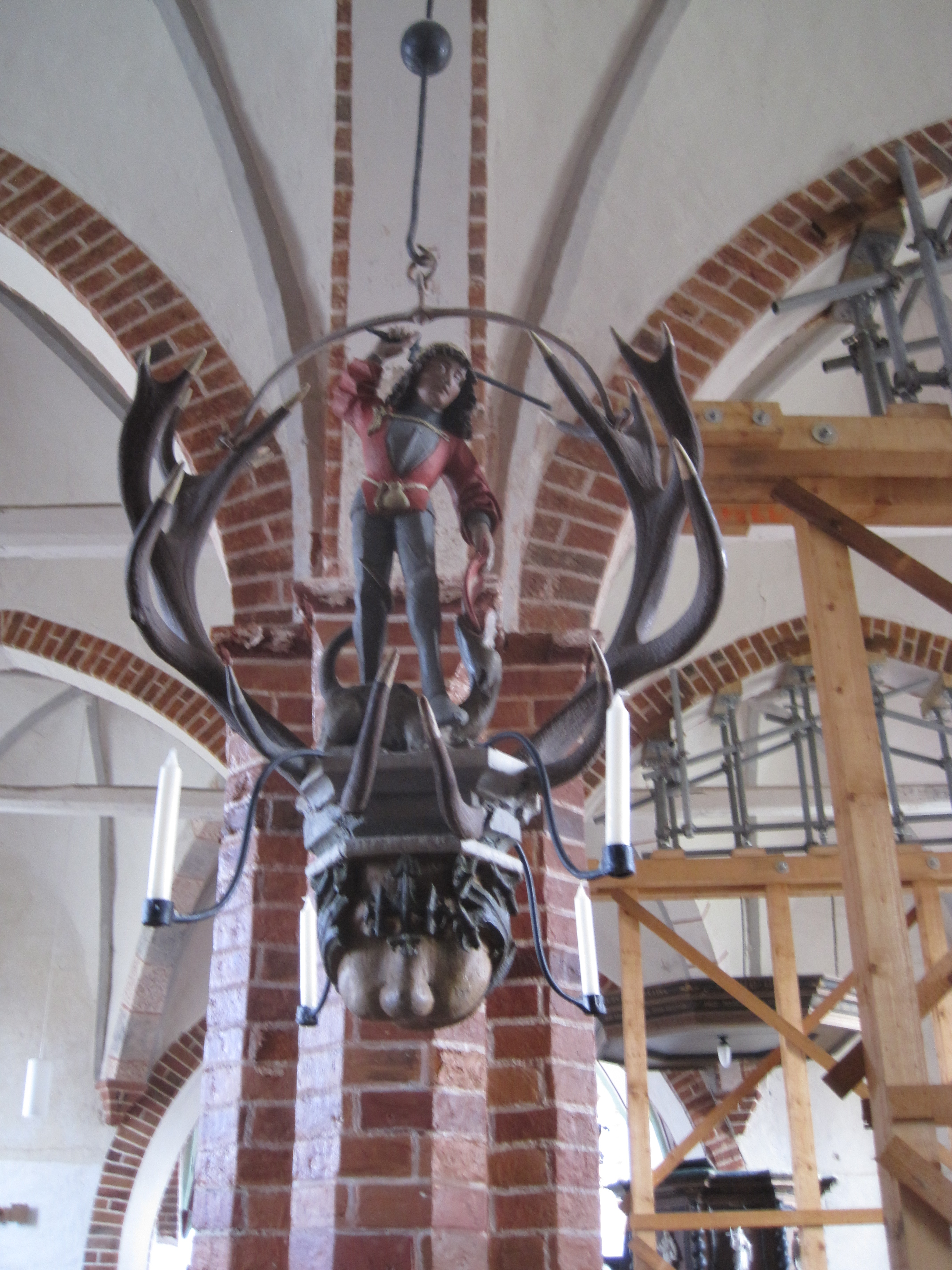
St.-Georgs-Leuchter

#### Orgel
In einem Gehäuse von 1742 befand sich ein Orgelwerk von Emanuel Kemper aus dem Jahr 1922. Es wurde 1990 durch den Orgelbaumeister Wolfgang Nußbücker (13 Register verteilt auf zwei Manuale und Pedal) vom Mecklenburger Orgelbau aus Plau ersetzt.

#### Glocken
Die Kirche hatte 1913 vier Glocken, von denen die kleinste Betglocke für Rüstungszwecke im Ersten Weltkrieg abgeliefert werden musste. Diese Cymbel- oder Klingelglocke unbekannten Alters, die im Dreißigjährigen Krieg geplündert, aber wiedergefunden worden war, hatte einen Durchmesser von 37 cm und eine Höhe von 35 cm; ihr Gewicht betrug 100 Pfund, und sie war bei Kindtaufen gebraucht worden.
Die größte Glocke war nach dem Dreißigjährigen Krieg 1649 von Stephan Wollo und Nikolaus Gage, reisenden Glockengießern aus Lothringen, auf dem Schlagsdorfer Kirchhof gegossen worden. Diese gossen auch das Taufbecken. Die Glocke hat einen Durchmesser von 1,36 m und eine Höhe von 1,17 bei einem Gewicht von 13 Schiffspfund (3640 Pfund). Sie ist mit einem für die Gießer typischen Fries geschmückt, der abwechselnd aus zwei sich zugekehrten Hippokampen mit Blumenvase zwischen sich und zwei sich zugekehrten Pelikanen auf dem Nest mit Jungen gebildet wird.
Die zweite Glocke, die auch als Uhrglocke dient, stammt aus dem Jahr 1578. Sie wurde von Brun Hemminckhusen und Hermann Paßmann in Lübeck gegossen. Die Zusammenarbeit muss wohl intensiver gewesen sein, denn Paßmann war mit Hemminckhusens Vater verschwägert. Sie verwendeten Ornamente, die sich auch auf Glocken von Heinrich von Kampen und Gerhard van Wou finden. Eine zweizeilige Inschrift nennt die Stifter und zeigt das Wappen des Dompropsten Bernhard von Dannenberg sowie die Hausmarken der Gießer. Beide Gießerzeichen nebeneinander befinden sich auf der Glocke von Schlagsdorf.
Bei einem Durchmesser von 1,23 m ist sie 0,97 m hoch, die sechs Henkel ihrer Krone sind mit Engelsköpfen geschmückt und am oberen Rand der Haube befindet sich ein schmaler Fries von gotisierendem Blattwerk.
Die kleinste und auch älteste von den drei Glocken ist ein besonderes Kuriosum. Es handelt sich um eine ursprünglich russische Glocke, die am 2. September 1559 für den Neubau der Nowgoroder Kirche der Vierzig Märtyrer gegossen wurde. Sie misst 0,89 m im Durchmesser, ist 0,82 m hoch und hat ein Gewicht von 1358 Pfund. Der Jurat der Schlagsdorfer Kirche hatte sie 1617 zusammen mit einer anderen, die bald sprang und 1649 zum Guss der Großen Glocke mit verwendet wurde, vom Lübecker Kaufmann Peter Gobers, der auch Besitzer der Kupfermühle in Bäk war, erworben, nachdem Nowgorod im Polnisch-Russischen Krieg von den Schweden zerstört worden war. Die Übersetzung der kirchenslawischen Inschrift auf der Glocke lautet: Durch Gottes und der heiligen 40 Großmärtyrer Gnade im 7067 (nach der Zeitrechnung 1559) im Monat September 12. Tage wurde diese Glocke in Groß Nowgorod gegossen für die Kirche der heiligen 40 Märtyrer unter dem großen Zaren Iwan Wasilijewicz aller Reußen und unter den Zarewitsch Iwan und Feodor und unter dem Metropoliten Markarj von ganz Rußland und unter dem Erzbischof Pimin von Groß Nowgorod und Pleskau auf Befehl der Knechte Gottes Uglitschan der 40 Märtyrerdiözese.

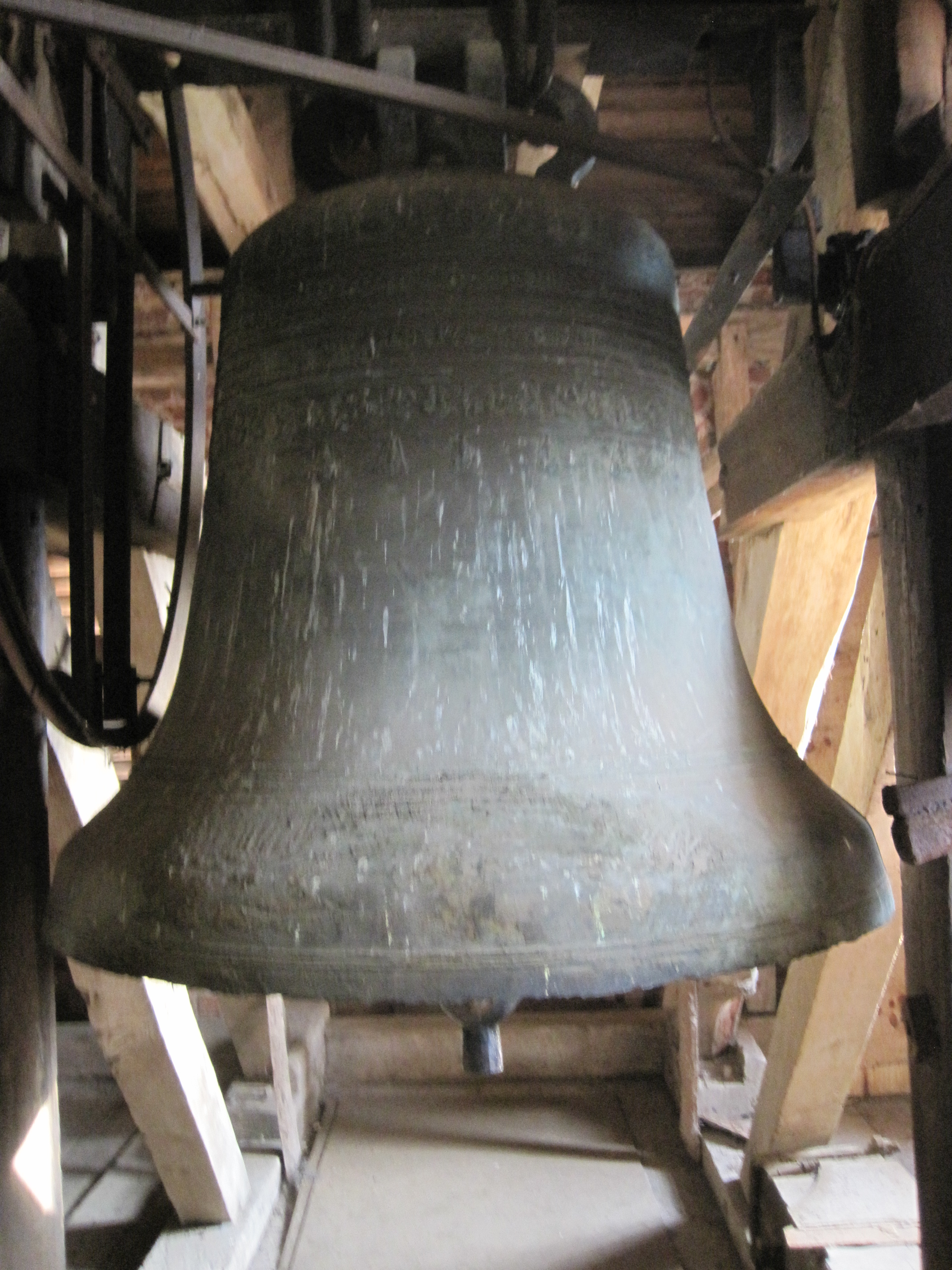
Große Glocke (1649)
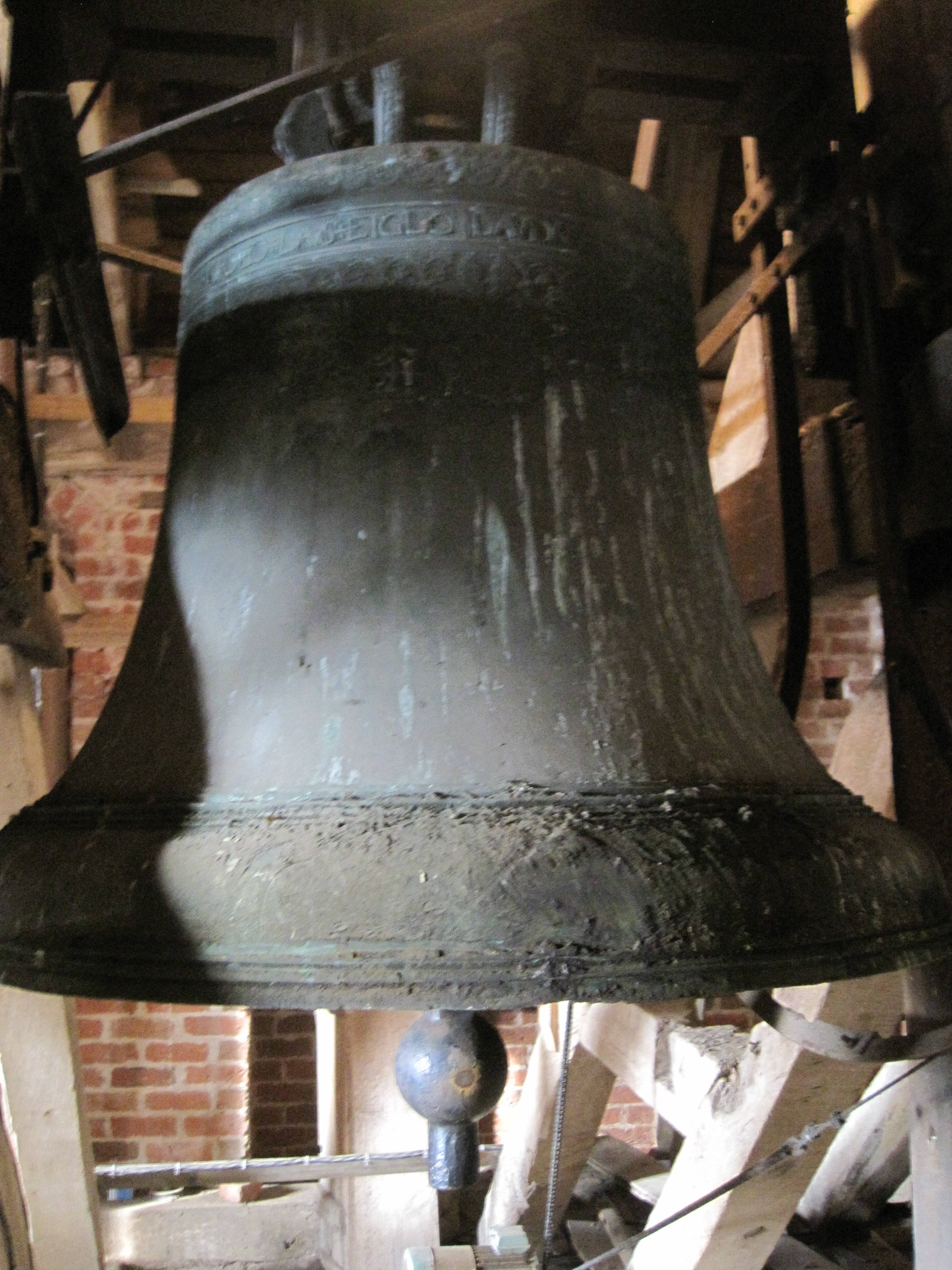
Glocke von 1578
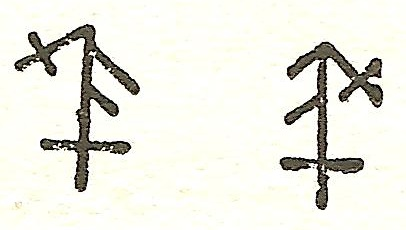
Gießermarke Paßmanns auf der Glocke in Schlagsdorf (rechts)
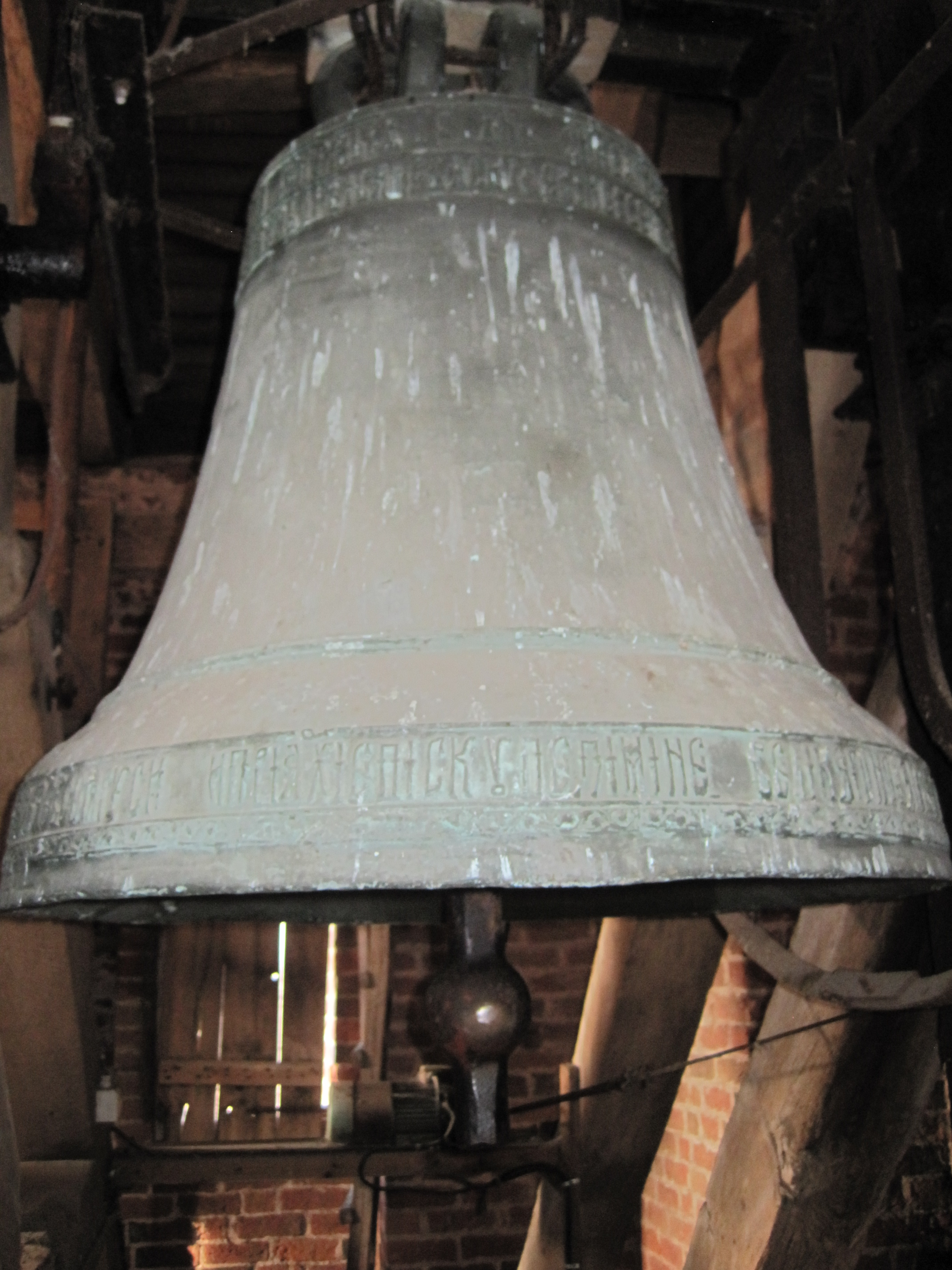
Russische Glocke (gegossen 1559, seit 1617 in der Kirche)

#### Turmuhr
Die Turmuhr der Schlagsdorfer Kirche wurde schon 1587 erwähnt. Es handelt sich um eine Ein-Zeiger-Uhr an der Nordseite des Kirchturms. Sie gilt als eine der ältesten funktionstüchtigen Turmuhren im norddeutschen Raum und wurde auch 1889 in den Pfarrakten erwähnt.

## Kirchhof und Linde

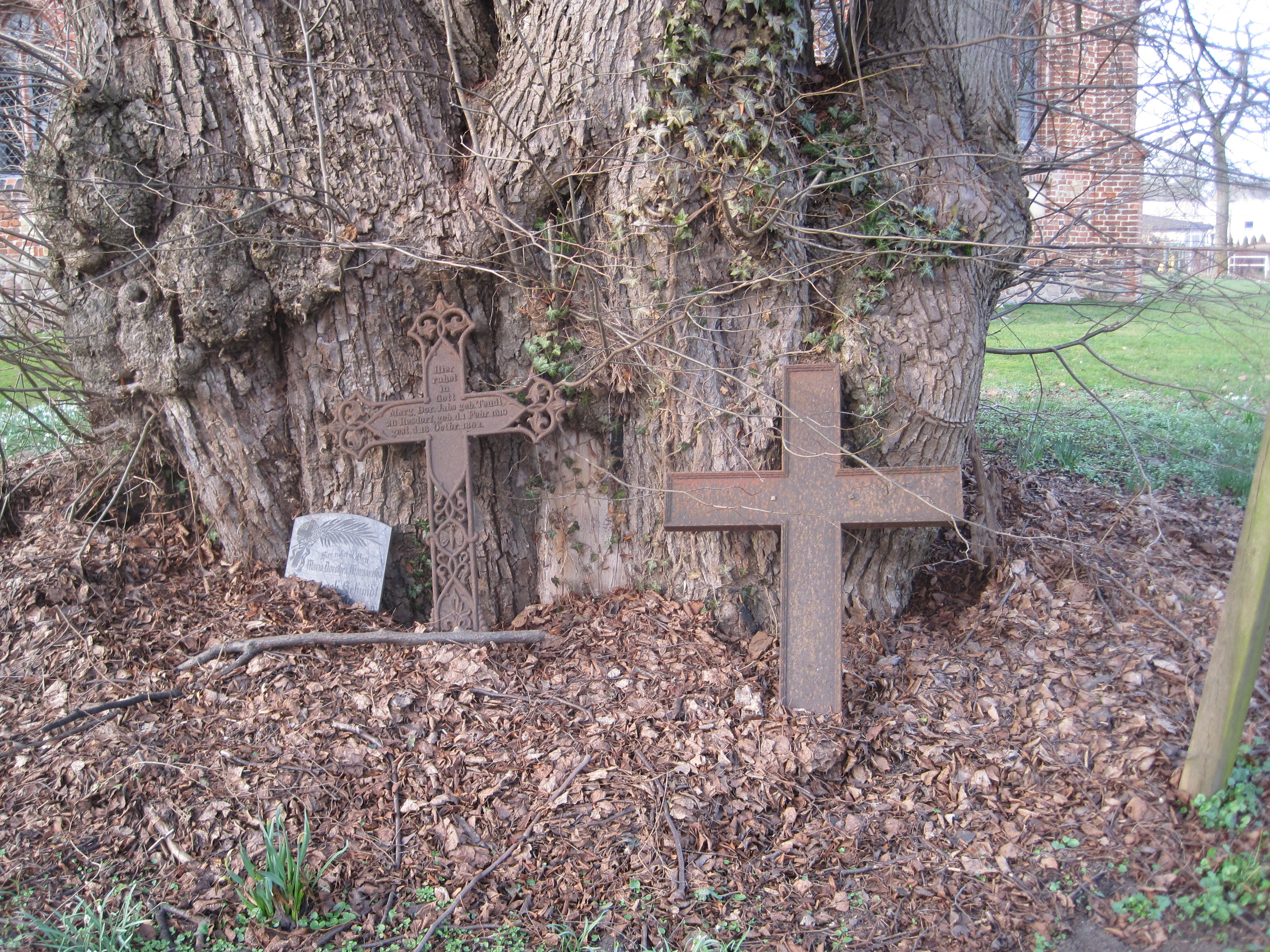
Fuß der Gerichtslinde mit alten eisernen Grabkreuzen (2012)

Rund um die Kirche befindet sich der historische Kirchhof mit einigen alten Grabkreuzen. Auf dem Kirchhof steht die Gerichtslinde, die schon 1518 erwähnt wird, als Herzog Magnus von Sachsen-Lauenburg im Zuge seiner Fehde mit Bischof und Domkapitel unter ihr Gericht hielt und den Einwohnern verbot, dem Kapitel Abgaben zu zahlen. Bei einer Visitation 1589 wurde angeordnet, unter der Linde einen Schandpfahl zu errichten, an dem die zu einer Kirchenstrafe Verurteilten anzuschließen seien. 1835 maß die Linde an der Wurzel 31 Fuß, und 1906 hatte sie einen Stammumfang von 8,50 m.
2011 erhielt der Kirchhof eine neue Urnengemeinschaftsanlage.

## Heutige Kirchengemeinde
Historisch gehörten zum Kirchspiel Schlagsdorf die Ortschaften Schlagsülsdorf und Thandorf, Schlagsresdorf und Schlagbrügge, Groß und Klein Molzahn, Rieps und Wendorf, sowie am Ratzeburger See Neuhof und Heilige Land, sowie die historischen Lübecker Exklaven Campow und Utecht. Mechow wechselte 1599 von Schlagsdorf nach Ziethen.

### Pastoren
Namen und Jahreszahlen bezeichnen die nachweisbare Erwähnung als Pastor.
- erwähnt 1394 Hinrich Heyneborch.[28]
- erwähnt 1570 M. Johann Daelingius aus Lübeck als erster evangelischer Pfarrer, erhielt 1604 einen Adjunkt.[29]
- 1793–1838 Friedrich Ludwig Christian Masch.[30]
- 1839–1862 Kirchenrat Karl Friedrich Ludwig Arndt.[31]
- 1882–1922 Kirchenrat Johannes Eulenberg, vorher in Rektor in Fürstenberg/Havel und Pastor in Ziethen.[32]
- 1922–1961 Otto Grobbecker.[33]
- 1965–2000 Wilfried Krause.
- 2002–2013 Katrin Teuber.
- 2013–2015 Christina Stemmann.
- 2015–2016 Anja Fischer als Vertretungspastorin,
- 2016–0000 Hanna Blumenschein.

### Gedruckte Quellen
- Mecklenburgisches Urkundenbuch (MUB)
- Mecklenburgische Jahrbücher (MJB)

### Ungedruckte Quellen
Landeshauptarchiv Schwerin (LHAS)
- LHAS 5.12-9/7 Landratsamt Schönberg.

Landeskirchliches Archiv Schwerin (LKAS)
Stadtarchiv Hansestadt Wismar.
- Kirchenarchiv Techen, Nr. 068 Mecklenburgs Geschichten (1–49).